# Shima Kakoku
Shima Kakoku (島 霞谷?  1827-1870) (島 霞谷, 1827–1870) fue un fotógrafo y artista japonés pionero.

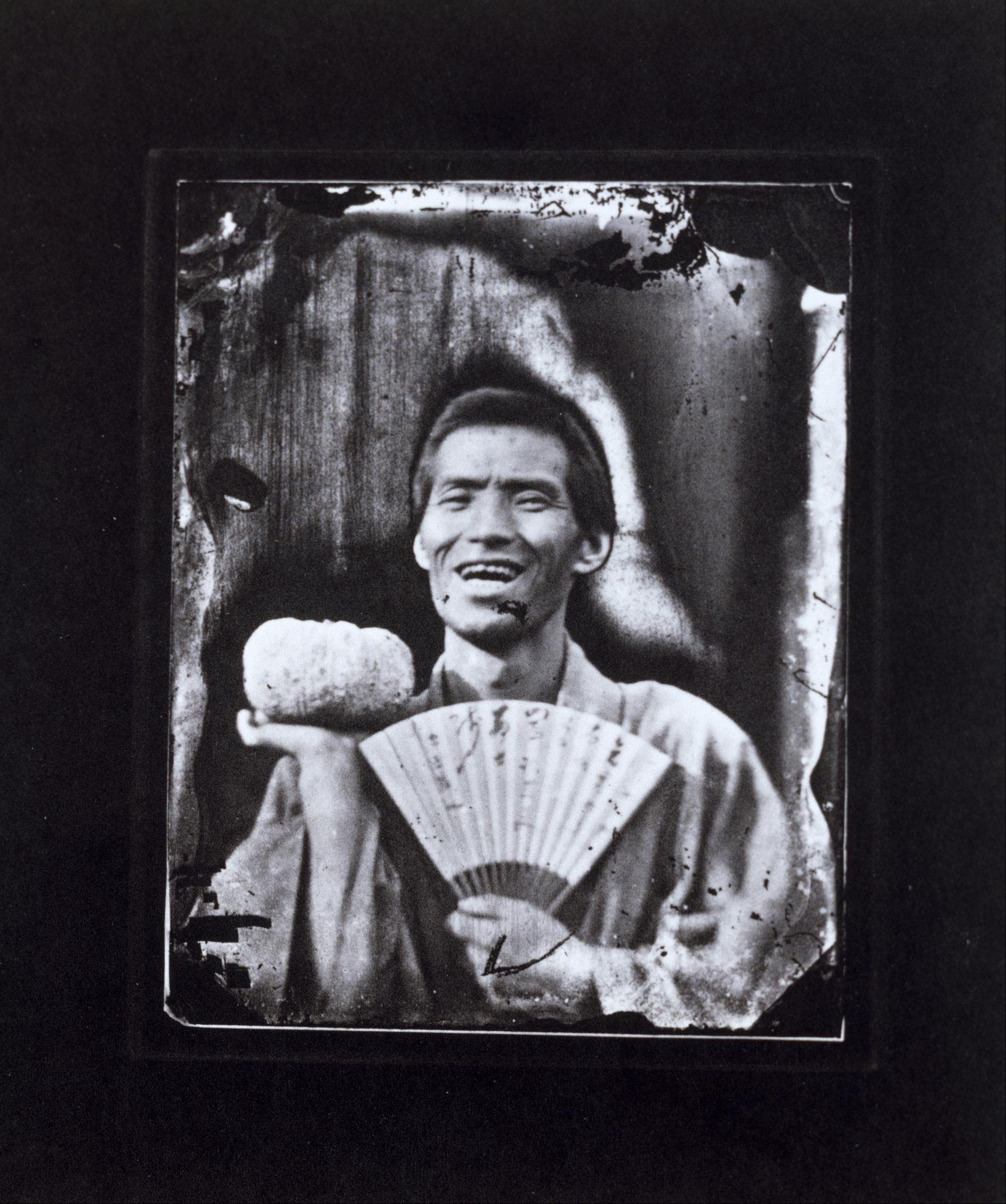
Autorretrato de Shima Kakoku (1870)

Nació en la actual Prefectura de Tochigi. Posiblemente inspirado por su padre, que fue un pintor ávido, en 1847 entró en una escuela de arte en Edo (ahora Tokio) donde conoció a Ryū (de apellido desconocido; 1823–1900), una compañera de estudios. Se casaron en 1855 y pronto empezaron a moverse por la Región de Kantō, posiblemente exponiendo sus obras a lo largo del camino. Parece que en esta época se publicaron algunas fotos de Shima Kakoku en forma de libro de ilustraciones. En algún momento la pareja aprendió fotografía y en la primavera de 1864 Ryū fotografió a Kakoku, creando de este modo la fotografía más antigua que se conoce realizada por una mujer japonesa.
Se conserva una Positivo directo (fotografía) de Colodión húmedo de este retrato en los archivos de la familia.
La pareja Shima trabajó en un estudio fotográfico en Edo
entre 1865 a 1867 aproximadamente, hasta que Kakoku aceptó un puesto de profesor en Kaiseijo. Más tarde, Shima trabajó en Daigaku Tōkō (大学東校, el precedente de la Escuela de Medicina, Universidad de Tokio), y mientras estuvo allí inventó el primer tipo móvil japonés, para la impresión de libros de texto de medicina.
Shima Kakoku murió en 1870 y su mujer, Ryū, regresó a Kiryū donde abrió su estudio fotográfico propio.